# Gene Tunney
Pour les articles homonymes, voir Tunney.
Gene Tunney est un boxeur américain né le 25 mai 1897 à New York et mort le 7 novembre 1978 à Greenwich (Connecticut). Il a détenu au cours de sa carrière professionnelle le titre de champion du monde des poids lourds de 1926 à 1928, ainsi que le titre de champion des poids mi-lourds des États-Unis à deux reprises entre 1922 et 1923.
Boxeur hautement technique, son ascension après la Première Guerre Mondiale lui a permis de s'opposer aux boxeurs les plus célèbres de sa génération. Il est notamment connu pour ses oppositions face à Harry Greb. Celles-ci se sont déroulées au cours de cinq combats en poids mi-lourds ; Tunney en a remporté trois, fait un match nul et perdu une fois. Leur seconde rencontre, remportée par Tunney, a toutefois fait l'objet de controverse, de nombreux journalistes au bord du ring ont en effet vu Greb  gagnant,.
Tunney a également battu Georges Carpentier et Jack Dempsey,,. La défense du titre de Tunney contre Dempsey reste l'un des combats les plus célèbres de l'histoire de la boxe et est connue sous le nom de The Long Count Fight.
Surnommé The Fighting marine, Tunney prend sa retraite invaincu en tant que poids lourd après sa victoire contre Tom Heeney en 1928. Il est nommé combattant de l'année 1928 par le magazine The Ring.

## Jeunesse
James Joseph "Gene" Tunney grandit dans une famille catholique irlandaise de la classe ouvrière. Il est le fils de Mary Lydon et de John Tunney. Sa mère est une irlandaise originaire de Kiltimagh dans le comté de Mayo qui a émigré aux États-Unis après la Grande Famine. Elle rencontre John Tunney en s'installant à New-York. Ensemble, ils auront sept enfants. John travaille comme docker dans le port de New York et est un fan de boxe. En tant qu'amateur, il a boxé dans le club de boxe de Owney Geoghegan (en) situé à Manhattan. Sin fils Gene s'est battu à plusieurs reprises dans les rues de son quartier de Greenwich Village quand il était enfant. Son père lui offre une paire de gants de boxe pour son dixième anniversaire afin qu'il puisse s'entrainer.
Tunney abandonne l'école à quinze ans et trouve un emploi de commis de bureau à l'Ocean Steamship Company. Il devient ensuite commis au courrier, puis classificateur de fret. Pendant cette période, Tunney s'entraine au Greenwich Village Athletic Club.
Le 3 juillet 1915, à l'âge de dix-huit ans, il devient boxeur professionnel en disputant son premier combat professionnel, contre un jeune boxeur nommé Bobby Dawson. Il remporte le combat par KO en sept rounds.

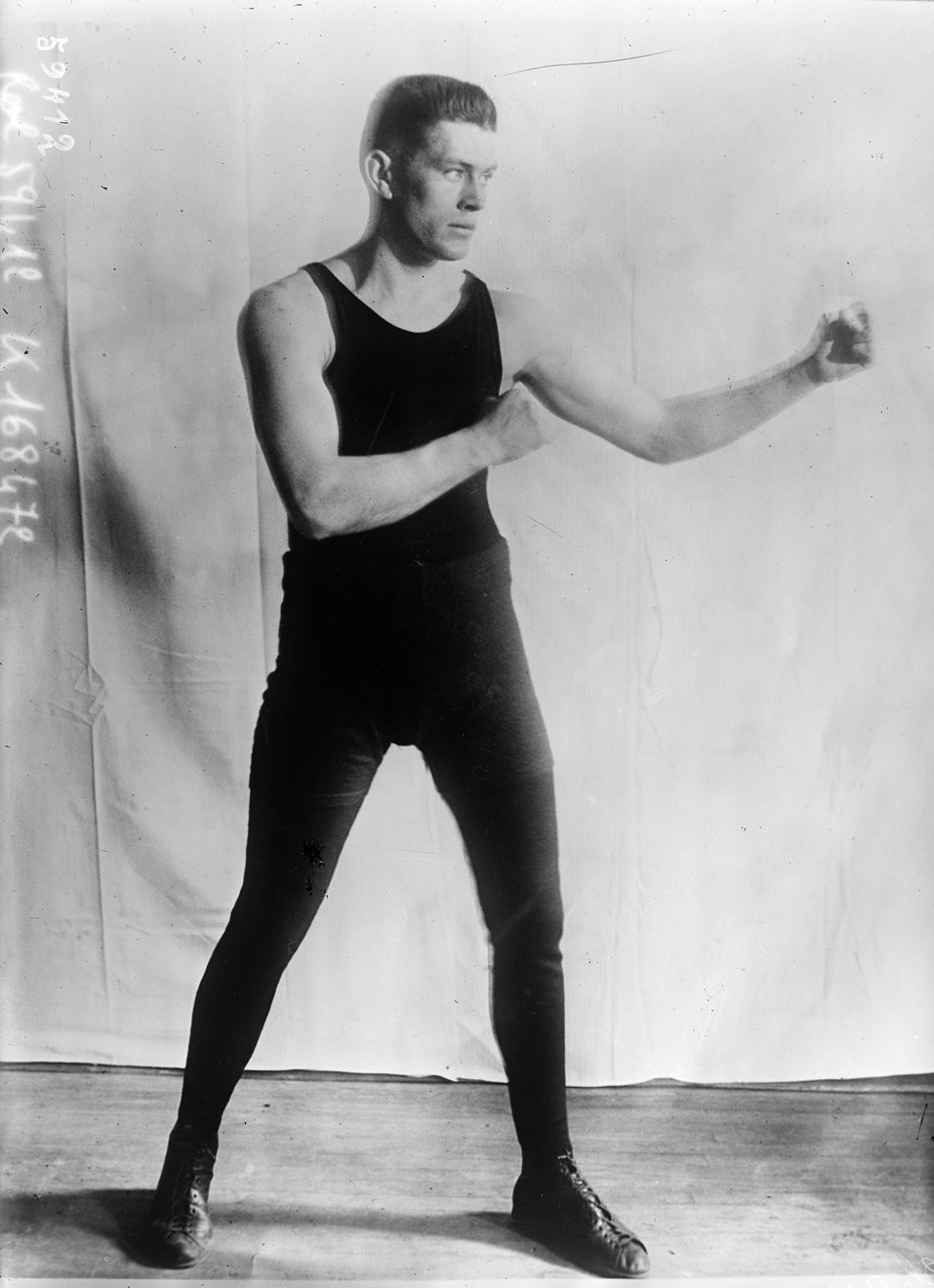
Gene Tunney en 1920

## Carrière de boxeur
Gene Tunney enchaine plusieurs victoires jusqu'à l'entrée des États-Unis d'Amérique dans la Première Guerre Mondiale en 1917. Sa carrière connait un léger ralentissement mais finit par reprendre en 1918 avec cinq combats officiels cette année-là dont plusieurs en France. À son retour aux États-Unis au milieu de l'année 1919, il poursuit son ascension dans la catégorie des poids lourds de la boxe anglaise. Il devient champion des forces expéditionnaires des États-Unis en 1919 et enchaine les victoires avant d'avoir la possibilité de rencontrer en 1922 Battling Levinsky, le champion de boxe d’Amérique du Nord dans la catégorie des poids lourds.

### Combat pour le titre de champion des poids mi-lourds d'Amérique du Nord
Le combat face à Battling Levinsky a lieu le 13 janvier 1922 au Madisen Square Garden à New-York. Le combat est prévu en 12 reprises. Dans les cinq premières reprises, aucune action notable eut lieu, Levinsky restant très proche de Tunney. Dans la sixième reprise, Tunney touche Levinsky à la mâchoire avec des crochets du bras gauche. Le challenger continue son assaut dans le 7e round et inflige à Levinsky plusieurs coups aux corps. Dans la 9e reprise, Gene coupe Levinsky au niveau des yeux. Tunney reprend son travail au corps dans le 10e round. Tunney remporte le combat par décision ; Levinsky déclare, à l'intention du vainqueur, après le combat : "Continuez soldat, le titre américain est en sécurité entre vos mains pour longtemps.

### Opposition face à Harry Greb

#### Défense du titre de champion des poids lourds américain
Quelques mois plus tard après sa victoire face à Levinsky, il défend son titre contre Harry Greb, un boxeur très agressif qui était connu pour intimider ses adversaires avec des attaques sauvages. Greb n'a pas épargné Tunney lors de leur rencontre, battant le champion pendant quinze rounds et utilisant un certain nombre de coups à la limite de la légalité. Tunney a mis en place une défense stratégique, réussissant à rester debout malgré un nez cassé et des yeux enflés presque fermés. Greb est déclaré vainqueur par décision.

#### Revanche contre Greb
Tunney rencontre Greb une nouvelle fois pour une revanche le 23 février 1923,,. Le combat, qui se déroule au Madison Square Garden en 15 rounds, est serré. Tunney a adapté sa boxe pour prendre sa revanche et a été aidé dans sa préparation par Benny Leonard. Ce dernier lui suggère notamment de privilégier les frappes aux corps, contrairement à ce qu'il a fait lors du premier combat,. La décision, très controversée, donne Gene Tunney vainqueur à la décision partagée. Plusieurs spectateurs indiquent que Greb a su gérer le combat et a battu Tunney. Face à la polémique, Tunney propose à Greb un nouveau combat,,.

#### Combats suivants
Tunney et Greb s'affronte encore à trois reprises, Tunney défendant avec succès son titre à chaque rencontre. Greb ne réussira pas à contrer les tactiques de coups aux corps et d'esquives mises en place par Tunney.
Greb est resté le seul homme à avoir jamais battu Tunney, et ce dernier fera partie des porteurs lors des funérailles de Greb.

### Opposition face à Georges Carpentier
Tunney et Georges Carpentier se rencontre le 24 juillet 1924 à New-York. Le français s'est entraîné chez le promoteur Jack Curley (en) à Great Neck. Le combat est prévu en quinze reprises. Dominé dès les premiers coups et handicapé par un genou douloureux, Carpentier est mis au sol dans la dixième reprise. Il finit par perdre par TKO à la dernière reprise,. Ce combat est élu combat de l'année par le Ring Magazine.

### Opposition face à Jack Dempsey
Après sa victoire face à Greb, Tunney a un nouvel objectif en vue : le titre de champion du monde de boxe poids lourds. Le titre est alors détenu par Jack Dempsey, largement favori.

#### Combat pour le titre de champion du monde des poids lourds
Les deux boxeurs se rencontrent le 23 septembre 1926 au Sesquicentennial Stadium de Philadelphie dans un combat prévu en dix rounds. Le jour du combat, le stade était bondé de plus de 120 000 spectateurs qui ont déboursé un total de deux millions de dollars pour assister au combat,. Il s'agit de l'événement de boxe qui a réuni le plus de spectateur jusqu'en 1993 : le record n'a en effet été battu que 67 ans plus tard lors du combat opposant Chavez à Haugen. Les bourses sont elles aussi très importantes : celle de Dempsey atteint 770 000 $ et celle de Tunney 200 000 $.
Tunney s'est particulièrement bien entraîné pour ce combat. Il a visionné des combats du champion afin d'y déceler des faiblesses. Il a également fait appel à des boxeurs qui avaient combattu Dempsey, à la fois adversaires et anciens partenaires d'entraînement. Ces derniers ont donné à Tunney des précisions sur les forces et les faiblesses du champion, à partir desquelles Tunney a pu développer une stratégique pugilistique.
L'entrainement de Tunney a porté ses fruits. Dès le premier round, Dempsey est déstabilisé par un coup droit au visage. Tunney conserve cet avantage tout le long du combat, qu'il remporte aux points. Il s'agit de la première fois qu'un poids lourd remportait un championnat du monde par décision et non par KO.

#### La revanche:The Battle of the Long Count
Un an plus tard, le 22 septembre 1927, Tunney et Dempsey se rencontrent une nouvelle fois pour un combat revanche de dix rounds. Le combat a lieu au Soldier Field à Chicago. Plus de 100 000 spectateurs se sont déplacés pour assister au combat, qui est le premier à être couvert par un présentateur radio professionnel. La bourse de Dempsey était de 447 500 $ et celle de Tunney, alors légèrement favori, était de 990 445 $. Le gangster Al Capone a déclaré aux journalistes qu'il pariait sur Dempsey. Il avait fait son pari après avoir entendu que Davy Miller allait arbitrer le combat et que le frère de Miller avait misé sur Dempsey. Pensant qu'il pourrait y avoir un lien, Capone a également parié sur Dempsey. Les officiels de l'Illinois ont remplacé Davy Miller par Dave Barry pour éviter toute triche.
Lors des six premiers rounds, aucun des boxeurs n'obtient d'avantages, bien que Tunney reste en tête dans le comptage des points. À la septième reprise, Dempsey envoie Tunney au tapis sur un crochet du gauche. Dempsey, comme à son habitude, est resté aussi proche que possible de son adversaire lors de la chute. Les règles de l'Illinois State Athletic Commission stipulent qu'en cas de mise au tapis, le combattant debout doit se rendre dans le coin neutre le plus éloigné avant que l'arbitre ne commence son décompte. Plusieurs secondes se sont ainsi écoulées avant que l'arbitre n'envoie Dempsey dans un coin neutre. Tunney a fini par se relever à la neuvième seconde du décompte de l'arbitre et a terminé la reprise. Paul Beeler, le chronométreur officiel, déclarera plus tard qu'il avait compté 13 secondes lorsque Tunney s'est relevé. Ces quelques secondes supplémentaires ont probablement aidé Tunney à retrouver ses esprits. À la suite de cet incident, le combat a été nommé The Battle of the Long Count (en français, la bataille du compte long). Dempsey est par la suite envoyé au sol à la huitième reprise sur un coup droit. Il se releva aussitôt. Tunney finit par gagner par décision unanime, le septième round étant le seul qu'il a perdu.
À l'issue du combat, Dempsey a insisté sur le fait que Tunney était à terre depuis 14 secondes et qu'il aurait dû gagner. De nombreux spectateurs ont également estimé que le champion avait été battu.

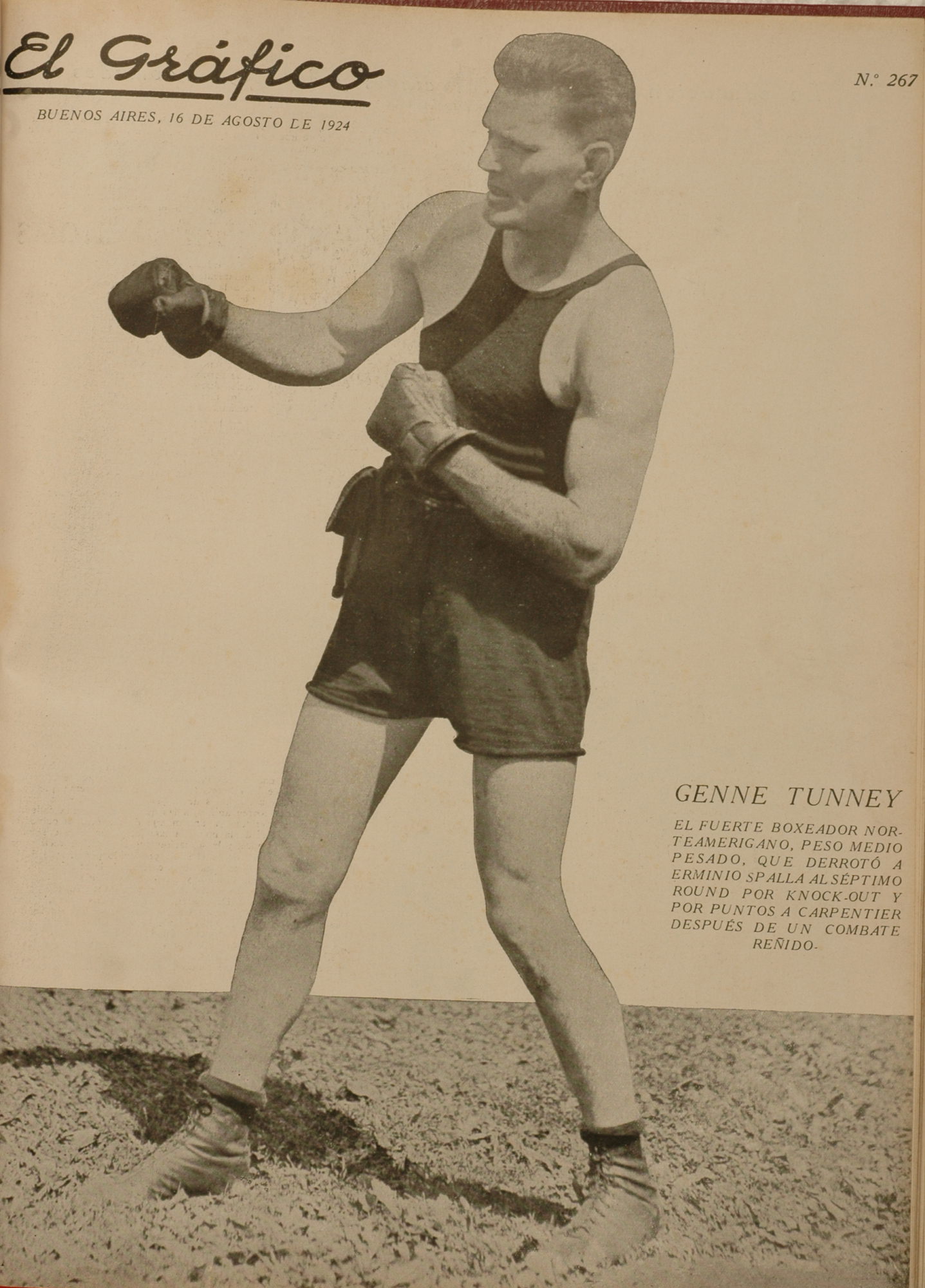
Gene Tunney en 1927.

### Défense du titre et fin de carrière
Tunney défend son titre une dernière fois avant de raccrocher définitivement les gants. Le 26 juillet 1928, au Yankee Stadium de New-York, il est opposé à Tom Heeney,. Le combat est prévu en quinze reprises.
Dans les premiers rounds, Heeney se montre agressif et travaille le champion au corps ; Tunney travaille les jabs et en contre. Le combat est plutôt désordonné, mais Tunney mène aux points. À la huitième reprise, le travail régulier de Tunney est gagnant : Heeney se retrouve avec l’œil gauche coupé, l'obligeant à battre en retraite. Le challenger n'est pas battu mais il ne parvient plus à gérer les compétences pugilistiques et la science du ring de Tunney. Dans les derniers instants du 10e round, un double jab et une droite l’envoient aux tapis le long des cordes. Affalé sur son tabouret et visiblement à bout de souffle, Heeney se présente néanmoins au début de la 11e reprise. Avec ses esquives, Tunney assène en contre de courts coups de poing au visage et au corps. Heeney refuse de céder sous la pluie de coup. L'arbitre Eddie Forbes intervient pour sauver Heeney. Tunney est déclaré vainqueur par TKO à la onzième reprise,,.
Tunney annonce sa retraite de la boxe cinq jours après le combat en déclarant : "Il n'y a aucun concurrent à l'heure actuelle qui semble capable d'attirer un réel intérêt public. S'il y en avait, je pourrais retarder ma retraite assez longtemps pour l'affronter sur le ring, mais il semble que cela puisse prendre deux ou trois ans avant qu'un adversaire dangereux ne se développe. C'est trop long pour rester debout et attendre."
Tunney a remporté ce combat après dix rounds avec un KO technique, lui permettant de se retirer invaincu. Il est le premier champion poids lourd à le réaliser.
Tunney a livré 68 combats professionnels officiels au cours de sa carrière, n'en perdant qu'un contre Harry Greb dans la catégorie des poids mi-lourds. À ce titre, il est le premier champion du monde des poids lourds à se retirer invaincu dans la catégorie. Tunney a également boxé lors de combats non officiels dont le vainqueur était désigné par des journalistes (appelé newspapers decision ou décision de journaux). Il n'a perdu aucun de ces combats,.

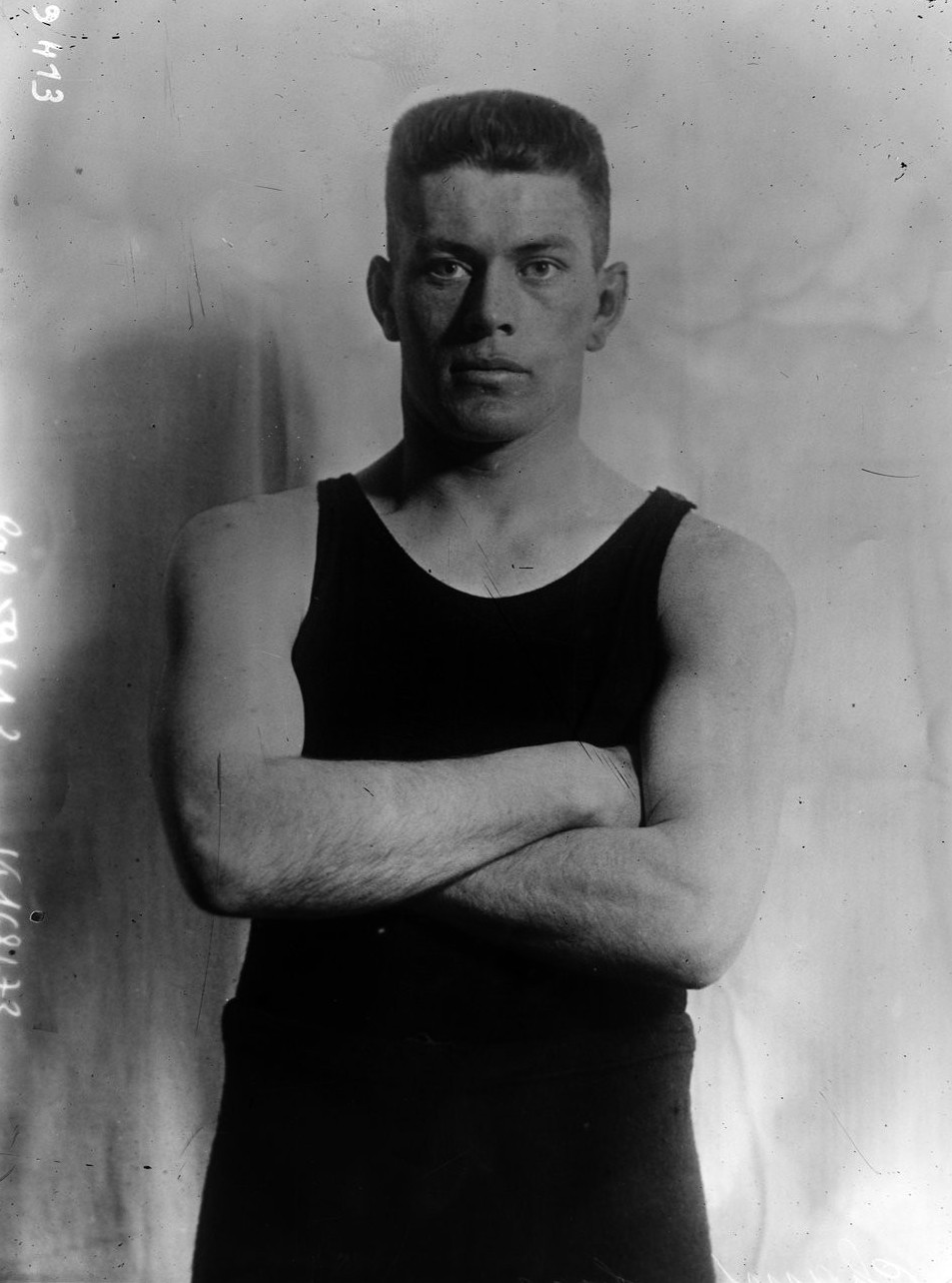
Gene Tunney.

## Carrière militaire
Après l'entrée des États-Unis dans la Première Guerre mondiale en 1917, Tunney rejoint les Marines. Il sert comme soldat du 11e Régiment de Marines en France et plus tard en Allemagne pendant l'occupation de la Rhénanie en 1919. Il n'a participé à aucun combat militaire et a passé la majeure partie de la guerre dans l'équipe de boxe des Marines. À cette occasion, il boxe dans le championnat des poids mi-lourds de l'American Expeditionary Force, qu'il remporte. Tunney est démobilisé après le conflit, mais reste dans la réserve du Corps des Marines. Il atteint le grade de major dans la milice navale du Connecticut. Il poursuit sa carrière de boxeur professionnel à son retour en Amérique.
Après l'entrée des États-Unis dans la Seconde Guerre mondiale en 1942, Tunney rejoint la Réserve de la Marine américaine, en qualité de lieutenant-commandant à la demande du sous-secrétaire de la Marine, James Forrestal. Il est alors chargé de mettre en place un programme de conditionnement physique pour les élèves-pilotes. Tunney a été successivement promu aux grades de commandant et de capitaine. Il prend sa retraite peu de temps après la guerre.
Pour ses services militaires, il a été décoré de la médaille d'honneur de la Marine et a également reçu la médaille de la victoire de la Première Guerre mondiale, la médaille de l'armée d'occupation allemande, la médaille du service de défense américain, la médaille de la campagne américaine et la victoire de la Seconde Guerre mondiale.

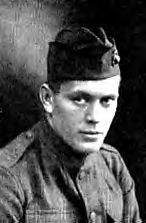
Gene Tunney en uniforme de Marine

## Vie personnelle et vie hors des rings
Tunney a mené une vie active après sa retraite de la boxe en cherchant à rester hors de la vue du public et des médias de l'époque. Il fréquente en 1927 Katherine King Fogarty mais leur relation se termine rapidement. Il épouse Mary Josephine ("Polly") Lauder (24 avril 1907 - 19 avril 2008) le 3 octobre 1928. Elle est née dans la famille de Lauder Greenway. Son grand-père George Lauder était milliardaire et cousin germain de l'industriel et philanthrope Andrew Carnegie. Ensemble, ils s'installent à Stamford dans le Connecticut.
Il commence une carrière dans les affaires aux États-Unis et au Canada. Il occupe successivement plusieurs emplois de cadre dans des banques, des entreprises manufacturières, des compagnies d'assurance ainsi que dans un journal (The Globe and Mail à Toronto).
En 1945, il contribue à la rédaction d'une entrée sur la boxe pour l'Encyclopedia Britannica.
Dans les années 1950 et 1960, il s'associe à son ami Jack Dempsey pour plaider devant le congrès pour la création d'une commission nationale qui superviserait la boxe.
Tunney et sa femme ont eu quatre enfants,, :  John Varick Tunney, Jonathan "Jay" Rowland Tunney, Gene Lauder Tunney (1931-2009) et Joan Tunney Wilkinson (1939-2008) . John Varick Tunney (1934-2018), est devenu membre du Sénat des États-Unis représentant la Californie de 1971 à 1977. Gene Lauder Tunney est devenu avocat et a été procureur de district pour le comté de Sonoma en Californie pendant vingt ans. Leur fille  Joan Tunney Wilkinson a été internée à l'hôpital McLean le 6 juin 1970, après avoir assassiné son mari, Lynn Carter Wilkinson Jr,.
Tunney a également eu une brève carrière d'acteur en jouant dans le film The Fighting Marine en 1926. Il n'existe aucune copie de ce film.

## Mort
Tunney décède le 7 novembre 1978 à l'âge de quatre-vingts ans à l'hôpital de Greenwich dans le Connecticut. Il avait été hospitalisé en raison de problème de circulation sanguine. Il est enterré au cimetière de Long Ridge Union à Stamford dans le Connecticut.

## Style de boxe
Tunney était considéré comme un boxeur extrêmement habile qui excellait en défense. Son style de boxe était réfléchi, plutôt éloigné des cogneurs de l'époque tels que Dempsey, Greb ou Walker. Tunney boxait méthodiquement. Son style a été influencé par James J. Corbett et Benny Leonard. Ce dernier lui a notamment conseillé de frapper Harry Greb aux corps lors de leur revanche.
Gene Tunney avait l'habitude d'être toujours en mouvement et d'attaquer avec des coups rapides. Il possédait un bon jab du gauche. Il privilégiait les esquives et les contres afin de déstabiliser ses adversaires. Ses deux combats contre Jack Dempsey illustrent bien sa façon d'appréhender le combat :  les mains basses afin de maximiser sa puissance, un jeu de jambes rapide qui s'adapte à chaque mouvement de son adversaire et des contres rapides et précis sur un ou deux coups.
Tunney n'a jamais été mis KO ; il a été envoyé une seule fois au tapis lors du combat revanche contre Dempsey. Cette prouesse fait de lui l'un des cinq champions poids lourds, aux côtés de Rocky Marciano, Riddick Bowe, Sultan Ibragimov et Nicolai Valuev, à prendre sa retraite sans jamais subir de défaite par KO ou TKO.
Tunney fait partie, avec Rocky Marciano, Lennox Lewis et Vitali Klitschko, des quatre champions poids lourds qui ont pris leur retraite en tant que champion du monde avec une victoire dans un combat pour le titre mondial.
Après sa victoire contre Harry Greb, Tunney rejoint Ingemar Johansson, Rocky Marciano, Lennox Lewis et Riddick Bowe dans le cercle des champions poids lourds qui ont pris leur retraite en remportant une victoire sur chacun des adversaires qu'ils ont affronté en tant que professionnel.

## Publication
Gene Tunney apprécie la littérature ; il se lie d'amitié avec le célèbre auteur et sportif Ernest Hemingway ainsi que le célèbre dramaturge et fan de boxe George Bernard Shaw. Il écrit trois livres : un ouvrage sur la boxe Boxing and Training (1928), ses mémoires dans A Man Must Fight (1932) et son autobiographie dans Arms for Living (1941). 

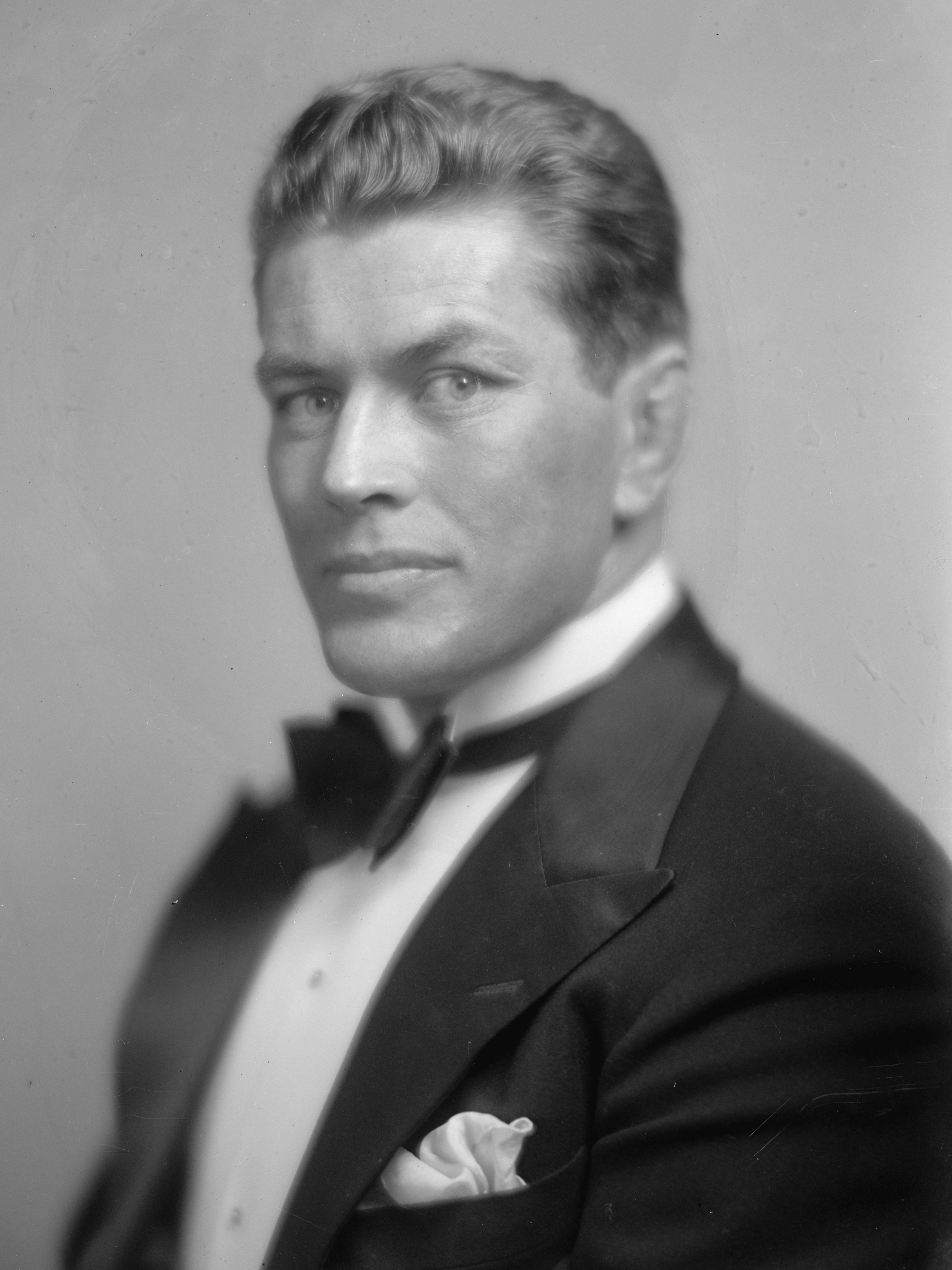
Photo portrait de Gene Tunney.

## LaTunney Cup
La "Tunney Cup" est le nom donné à une compétition de football organisée entre les corps de la Marine des États-Unis et d'Angleterre. Elle a été présentée aux Royal Marines d’Angleterre en 1928 par le United States Marine Corps (USMC). L'USMC souhaitait perpétuer le lien d'amitié qui existait entre les corps des deux pays depuis la rébellion des Boxers en Chine en 1901, lorsque les Royal Marines et l'USMC se sont battus côte à côte. La coupe a été apportée d'Amérique à bord de l'USS Leviathan par l'ex-sergent-major R Francis au nom de l'USMC. Gene Tunney, ancien Marine et capitaine de l'US Navy, a présenté la coupe de l'USMC Challenge aux Royal Marines lors d'un défilé organisé à Barracks Eastney. Le commandant général John J Lejeune de l'USMC a exprimé à cette occasion le souhait qu'un match de football soit organisé entre les deux corps militaires. Les Royal Marines ont surnommé le trophée la "Tunney Cup", en l'honneur du capitaine Tunney de l'USMC,,. Un Bulldog, le soldat Pagent, était la mascotte du camp d'entrainement.
La compétition se jouait sur une période de 5 jours et certaines années, il était nécessaire de jouer cinq matchs en cinq jours pour accéder à la finale. À la fin des années 1990, certaines équipes ont été amenées à jouer deux matchs par jour.
La compétition n'a jamais été interrompue jusqu'à sa fermeture en 1995 ; la compétition a toutefois été suspendue lors de la Seconde Guerre mondiale.

## Dans la culture populaire
Gene Tunney, fort de sa popularité, a fait l'objet de plusieurs référence dans la culture populaire.
Dean Martin et Jerry Lewis, humoristes américains, avaient une sketch dans laquelle Lewis, portant en short et équipement de boxe déclarait qu'il allait se battre contre Gene Tierney, une actrice. Martin corrigeait Lewis en lui suggérant qu'il voulait peut être dire "Gene Tunney". Lewis lui répondais alors "Tu combats qui tu veux combattre, je combats qui je veux combattre, je combats Gene Tierney".
En 1985, dans la chanson She Twists the Knife Again de l'album Across a Crowded Room de Richard Thompson, l'auteur décrit l'intensité d'une relation conflictuelle avec ces mots :  "Je suis dans une bagarre/Elle pense qu'elle est Gene Tunney !".
Tunney est également mentionné dans plusieurs œuvres littéraires :
-l'acte 1 de La mort d'un commis voyageur d'Arthur Miller : Willy dit à ses fils qu'il a un sac de boxe avec la signature de Tunney dessus.
-dans l'acte 1de  A Whistle in the Dark de Tom Murphy : « selon les mots du grand Gene Tunney, un homme doit riposter. Son père était aussi un Mayoman ».
-dans la nouvelle Fallon de JD Luther, Tyson Wayne Vancen alors emprisonné, se souvient de son père violent et d'événement de son enfance : "Cela faisait plus d'une nuit que maman avait l'air d'avoir fait quinze rounds avec Gene Tunney..."
-dans la nouvelle A KO for Christmas de Shawn Pollock, un personnage, Stitch Stanford, espère combattre Gene Tunney pour le titre des poids lourds.
Enfin dans le film de boxe Winner Take All de 1932, le personnage joué par James Cagney, Jimmy Kane, est un ancien champion essayant de s'instruire. Il déplore que William Shakespeare soit "celui qui a ruiné Gene Tunney".

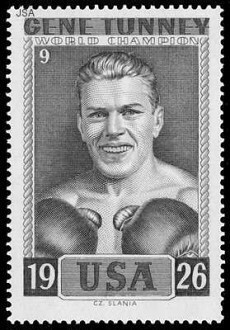
Timbre à l'effigie de Gene Tunney, 1926.

## Palmarès en boxe professionnelle
| 68 combats          | 65 victoires | 1 défaites |
| Avant la limite     | 48           | 0          |
| Sur décision        | 17           | 1          |
| Match nul           | 1            | 1          |
| Match sans décision | 1            | 1          |

## Distinctions
- Gene Tunney est élu boxeur de l'année en 1926 et 1928 par Ring Magazine.
- Greb - Tunney I est élu combat de l'année en 1922[46].
- Tunney - Georges Carpentier est élu combat de l'année en 1924[47].
- Tunney - Dempsey I est élu combat de l'année en 1926[48].
- Tunney - Dempsey II est élu combat de l'année en 1927[49].
- Il est membre de l'International Boxing Hall of Fame depuis sa création en 1990[50].
- Il est membre du World Boxing Hall of Fame depuis 1980
- Il est membre de l'United States Marine Corps Sports Hall of Fame depuis 2001.